# Panga (Saaremaa)
Koordinaten: 58° 34′ N, 22° 18′ O

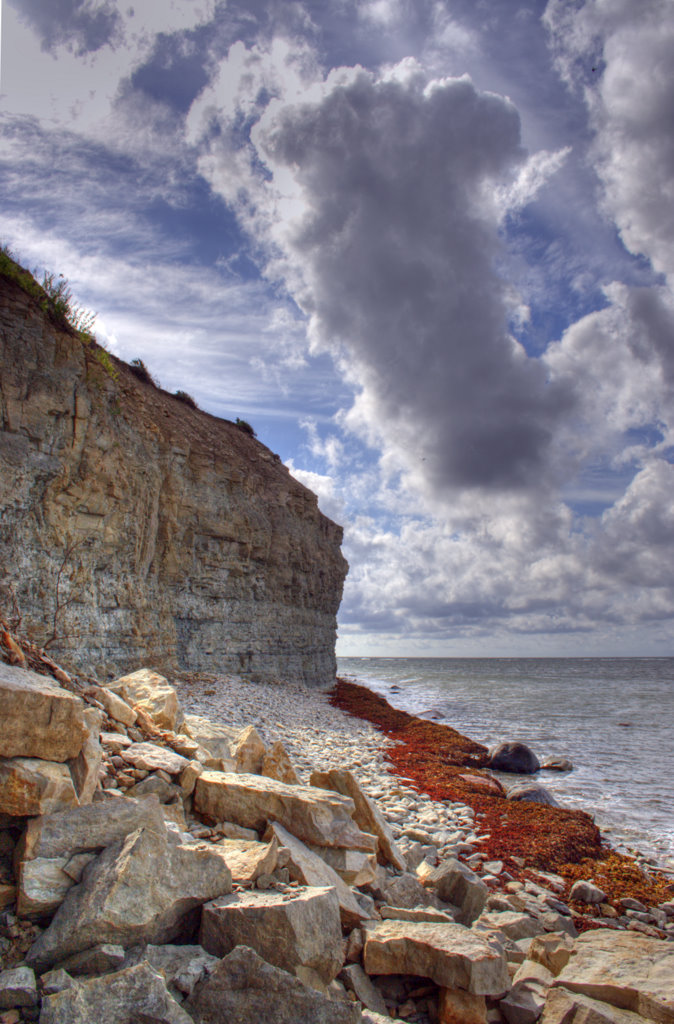
Steilküste

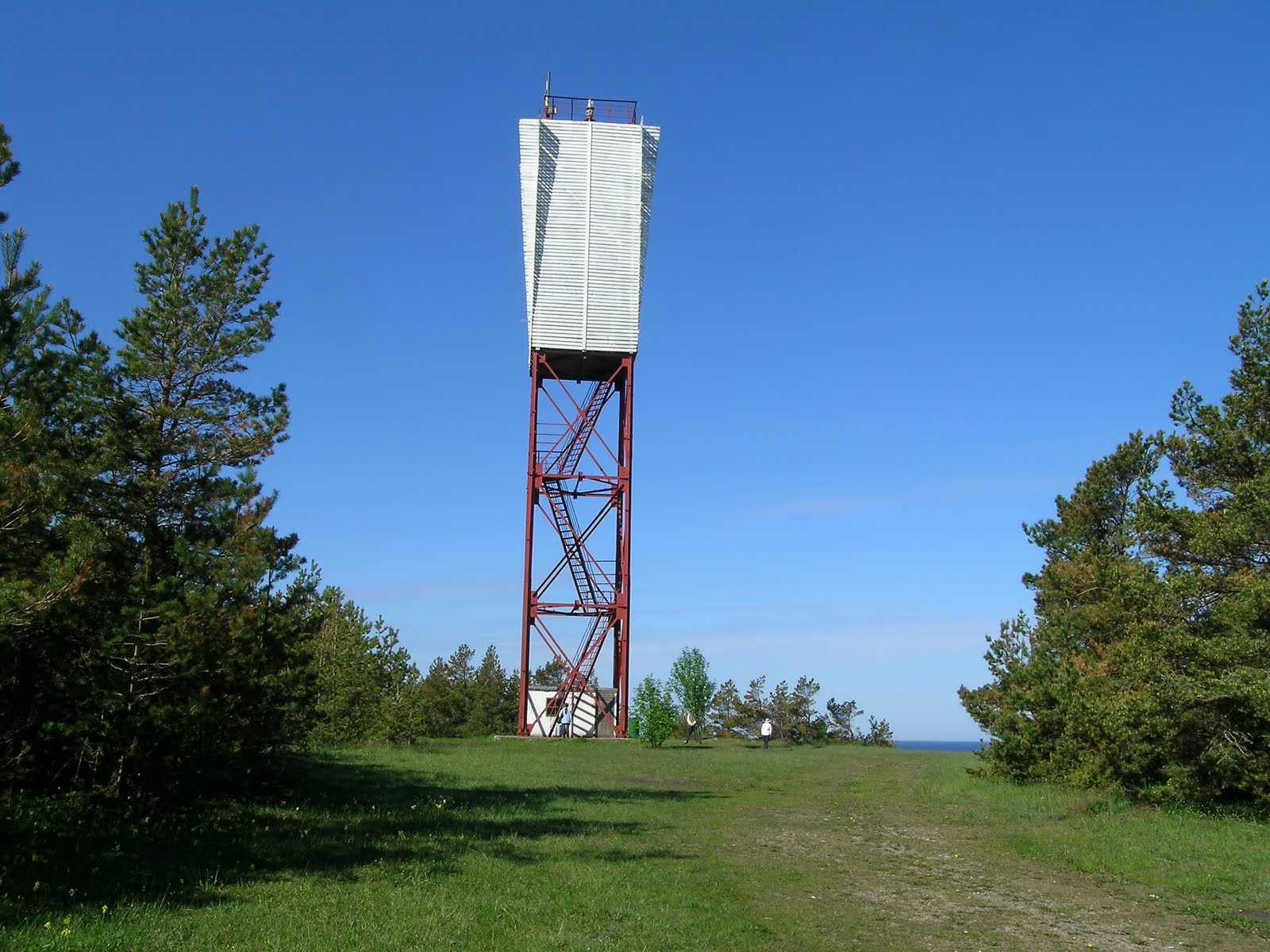
Bake bei Panga

Panga (deutsch Pank) ist ein Dorf (estnisch küla) auf der größten estnischen Insel Saaremaa. Es gehört zur Landgemeinde Saaremaa (bis 2017: Landgemeinde Mustjala) im Kreis Saare.

## Einwohnerschaft und Lage
Das Dorf hat 24 Einwohner (Stand 31. Dezember 2011). Es liegt direkt an der Ostsee, 37 Kilometer nordwestlich der Inselhauptstadt Kuressaare.
Die bis zu 21 Meter hohe Steilküste bietet einen weiten Blick über das Meer.